# دانشکده خبر
دانشکده خبر مرکز تخصصی در حوزه خبر و رسانه است که در سال ۱۳۷۶ توسط سازمان خبرگزاری جمهوری اسلامی تأسیس شده و امکان صدور گواهی نامه معتبر شرکت در دوره را دارد که این گواهینامه مورد تأیید سازمان مدیریت و برنامه‌ریزی کشور می‌باشد.
شورای عالی اداری در جلسه  ۹۶/۱۰/۲ خود مصوب کرد که مؤسسات پژوهشی وابسته به دستگاه‎های اجرایی ، از سال تحصیلی ۹۸-۱۳۹۷ به هیچ عنوان مجاز به پذیرش دانشجو در هیچ‌یک از مقاطع تحصیلی نمی‎باشند و مراکز مجری آموزش‌های علمی-کاربردی وابسته به دستگاه‌های اجرایی حداکثر تا پایان سال تحصیلی ۹۸-۱۳۹۷ تعطیل، یا با رعایت ضوابط به بخش خصوصی واجد شرایط واگذار خواهند شد.
در چارچوب همین مصوبه دانشکده خبر تهران از نیمسال تحصیلی ۱۴۰۰-۱۳۹۹ به موسسه فرهنگی مطبوعاتی ایران واگذار شد و فعالیت شعب استانی دانشکده خبر در شهرهای شیراز، مشهد، اهواز، اردبیل و میبد یزد به پایان رسید.
پس از دستور ریاست جمهوری ایران در سال ۹۷ مبنی بر انحلال مراکز آموزشی دولتی، روند جذب دانشجو در این دانشکده متوقف گردیده و دیگر ثبت نام نخواهد داشت. تابلوی دانشکده خبر در حاشیه میدان ولیعصر تهران نیز از خرداد سال ۱۳۹۸ برداشته شده است. هم اکنون محمد علی زکریایی به عنوان سرپرست دانشکده فعالیت می نماید و دانشگاه جامع علمی کاربردی به دلیل لزوم انحلال این دانشکده از تایید حکم ریاست وی خودداری نموده است. محمدعلی زکریایی از جمله پژوهشگران موفق در حوزه اعتیاد می باشد. برخی گمانه زنی ها از پیوستن این دانشکده به روزنامه ایران جهت جلوگیری از انحلال حکایت دارد.

## تاریخچه
دانشکده خبر از ابتدای تأسیس در سال ۱۳۷۶ با بهره‌گیری از استادان مجرب ایرانی سعی در تربیت خبرنگاران، روزنامه‌نگاران و کارشناسان حرفه‌ای در زمینه خبر و علوم ارتباطات داشته‌ است. دانشکده خبر با تکیه بر تجربه و آگاهی های علمی مدرسان و خبرگان رسانه‌ها و استقبال عموم روزنامه نگاران و تلاش در مسیر به روز نمودن موضوعات درسی در سایه آموزشهای علمی- کاربردی توانسته به عنوان یک نهاد آموزشی و حرفه‌ای جایگاه ویژه‌ای را نه تنها در بین رسانه‌ها بلکه در بین دانشگاه‌ها و مراکز علمی کسب نماید.
دانشکده خبر همواره از فعال‌ترین مراکز علمی در حوزه رسانه و مطبوعات بوده و در مقاطعی به برگزیدگان جشنواره مطبوعات بورسیه تحصیلی اعطا کرده‌است.
با این حال به علت وابستگی این دانشکده به خبرگزاری جمهوری اسلامی و تغییر و تحولات مدیریتی آن در دولت‌های مختلف فراز و فرودهایی در زمینه کیفیت آموزشی در این مرکز وجود داشته‌است. در سال ۱۳۸۷ نیز مدیریت و تغییر و تحولات دانشکده خبر به بحث داغ رسانه‌ها و محل برخی مناقشات سیاسی قرار گرفته بود. هم اکنون نیز به دلیل بخشنامه حسن روحانی رییس جمهوری اسلامی ایران مبنی بر انحلال مراکز آموزشی دولتی، سرپرست کنونی دانشکده در تلاش برای پیوستن به مؤسسه مطبوعاتی ایران و جلوگیری از انحلال است.

## شعبه‌های دانشکده
دانشکده خبر دارای ۵ شعبه در استان‌های فارس، اردبیل، خراسان رضوی، خوزستان و یزد بود. شعبه خراسان رضوی در سال ۱۳۹۴ به دلیل تخلفات مدیران وقت شعبه مدتی در اختیار اداره کل فرهنگ و ارشاد اسلامی استان قرار گرفته و سپس منحل گردید.  همچنین شنیده ها حاکی از در آستانه تعطیلی بودن شعبه اهواز دانشکده خبر می باشد.
فعالیت شعب شیراز، اهواز، اردبیل و میبد یزد  در چارچوب مصوبه شورای عالی اداری  مبنی بر اینکه مراکز مجری آموزش‌های علمی-کاربردی وابسته به دستگاه‌های اجرایی حداکثر تا پایان سال تحصیلی ۹۸-۱۳۹۷ تعطیل، یا با رعایت ضوابط به بخش خصوصی واجد شرایط واگذار خواهند شدا از  شهریور ۱۳۹۹ پایان یافت و منحل شدند.

## رشته‌های آموزشی
دانشکده خبر تهران در رشته‌های خبرنگاری، عکاسی خبری، مترجمی آثار مکتوب و روابط عمومی و بازیگری و سینما گرایش‌های (تدوین، کارگردانی و فیلمنامه نویسی، بازیگری) در مقطع کاردانی و رشته‌های گویندگی و دوبله، مجری گری، عکاسی تبلیغات، عکاسی خبری، مترجمی همزمان،  انیمیشن، خبرنگاری سیاسی اقتصادی، خبرنگاری ورزشی، خبرنگاری فرهنگی اجتماعی، مدیریت روابط عمومی و مترجمی خبر، بازیگری و سینما گرایش‌های (تدوین، کارگردانی و فیلمنامه نویسی) در مقطع کارشناسی پیوسته و رشته خبرنگاری بین‌الملل در مقطع کارشناسی ارشد دانشجو می پذیرفت. این دانشکده تا سال ۱۳۹۲ دارای چهار رشته  مقطع بود که ریاست وقت این دانشکده در سال ۱۳۹۲ به بعد توانست مجموع رشته مقطع ها را تا ۲۷ عنوان افزایش دهد. هم اکنون این دانشکده پذیرش دانشجوی جدید ندارد.

## توسعه
موضوع راه‌اندازی مقطع کارشناسی ارشد در دانشکده خبر از سال‌ها قبل مطرح بود و سرانجام در روز یکشنبه ۲۱ آبان ماه ۱۳۹۲ مراسم راه‌اندازی این مقطع در این دانشکده برگزار شد.
مقطع کارشناسی ارشد خبرنگاری بین‌الملل به عنوان اولین مقطع دانش بنیان و مهارت محور در کارشناسی ارشد تصویب و به دفترچه آزمون کارشناسی ارشد دانشگاه‌های کشور راه پیدا کرد و دانشکده خبر تهران از مهر ماه سال ۹۲ تدریس این مقطع را آغاز کرد. همچنین دانشکده خبر در سال ۱۳۹۶ با رویکرد توسعه در فضای مجازی اقدام به طراحی سایت جدید، امکان انتخاب رشته آنلاین و حضور فعال در شبکه های اجتماعی نمود که این مسئله در سال ۱۳۹۸ متوقف گردید. در زمینه توسعه فیزیکی نیز در سال ۱۳۹۵ پس از پلمپ ساختمان قدیمی دانشکده در خیابان شهید بهشتی به دلیل معوقات مالی دوره های گذشته، ریاست وقت دانشکده اقدام به در اختیار گرفتن ساختمان بزرگ ریگاز معروف به چشم تهران در میدان ولی عصر نمود. این ساختمان در ۱۱ طبقه و بیش از ده هزار متر فضای آموزشی متعلق به بنیاد مستضعفان می باشد. در این دوره با تأسیس دو استودیوی عکاسی، استودیو تصویربرداری، استودیوی ضبط صدا، اتاق کروماکی، پلاتو بازیگری، کتابخانه مجهز و باز، مجموعه غذایی و فودکورت خبر، کافی شاپ، تجهیز کلیه کلاس ها به سیستم سرمایشی گرمایشی اسپلیت، تجهیز کلیه کلاس ها به سیستم چند رسانه ای و پروجشکن به یکی از مجهز ترین مراکز آموزشی ایران مبدل گشت. باشگاه دانشجویی دانشکده خبر نیز با هدف حمایت از استعدادها و خلاقیت های دانشجویان این دانشکده در سال ۱۳۹۵ با حضور علی جنتی وزیر سابق فرهنگ و ارشاد اسلامی افتتاح گردید.
ایجاد استودیو تلویزیونی بر سازه بالکن طبقه هفتم ساختمان و ایجاد مرکز شتاب دهی رسانه با هدف به کار گیری و ایجاد شغل برای فارغ التحصیلان دانشکده خبر از جمله برنامه پیش روی دانشکده بود که در سال ۱۳۹۷ متوقف گردید. همچنین برخی شنیده ها حاکی از صدور حکم تخلیه دانشکده خبر توسط بنیاد مستضعفان می باشد.

## فصلنامه
فصلنامه «پیام رسانه» به صاحب امتیازی دانشکده خبر خبرگزاری جمهوری اسلامی (ایرنا) با رویکرد پژوهشی منتشر می‌شود و در آن محمود احمدی افزادی، حمید رضا کمالی و سید تقی کمالی به ترتیب به عنوان رئیس شورای سیاستگذاری، جانشین مدیرمسئول و سردبیر ایفای نقش دارند.